# Plionarctos edensis
Plionarctos edensis es una especie extinta de oso de cara corta, perteneciente a la familia de mamíferos placentarios Ursidae. Habitó desde el final del Mioceno hasta principios del Plioceno de América del Norte y Europa. Junto a Plionarctos harroldorum conforma el género Plionarctos.

## Distribución
Habitó desde el Hemphillienses medio (Mioceno) hasta principios del Blancanense (Plioceno) de América del Norte en Estados Unidos; y en Europa en el sur de Francia.

### Localidades
- Pipe Creek Sinkhole, Grant County, Indiana
- Ile de Ratonneau Breccia, Provenza, Francia
- Gray Fossil Site, Washington County, Tennessee

Posiblemente también en:
- Palmetto Mine, Polk County, Florida
- Fort Green Mine, Polk County, Florida

## Descripción original
La especie fue descrita originalmente por el paleontólogo Childs Frick en el año 1926, al mismo tiempo que hacía lo propio con el género.

## Características
Era un oso de pequeño tamaño. El peso de los machos era de alrededor de 181 kg, mientras que el de las hembras era de sólo 60 kg. 